# Треугольник Шварца
Треугольник Шварца — сферический треугольник, который можно использовать для создания мозаики на сфере, возможно с наложением, путём отражений треугольника относительно сторон. Треугольники классифицированы в работе немецкого математика Карла Шварца 1873 года.
Треугольники Шварца можно определить в более общем виде как мозаики на сфере, евклидовой или гиперболической плоскости. Каждый треугольник Шварца на сфере определяет конечную группу, в то время как на евклидовой плоскости они определяют бесконечные группы.
Треугольник Шварца представляется тремя рациональными числами (p q r), каждое из которых задаёт угол в вершине. Значение n/d означает, что угол в вершине треугольника равен d/n развёрнутого угла. 2 означает прямоугольный треугольник. Если эти числа целые, треугольник называется треугольником Мёбиуса и он соответствует мозаике без перекрытий, а группа симметрии называется группой треугольника. На сфере имеется 3 треугольника Мёбиуса и ещё одно однопараметрическое семейство. На плоскости имеется три треугольника Мёбиуса, а в гиперболическом пространстве имеется семейство треугольников Мёбиуса с тремя параметрами и нет исключительных объектов.

## Пространство решений
Фундаментальная область в виде треугольника (p q r) может существовать в различных пространствах в зависимости от суммы обратных величин этих целых:
{\displaystyle {\frac {1}{p}}+{\frac {1}{q}}+{\frac {1}{r}}>1} Сфера
{\displaystyle {\frac {1}{p}}+{\frac {1}{q}}+{\frac {1}{r}}=1} Евклидова плоскость
{\displaystyle {\frac {1}{p}}+{\frac {1}{q}}+{\frac {1}{r}}<1} Гиперболическая плоскость
Проще говоря, сумма углов треугольника в евклидовой плоскости равна π, в то время как на сфере сумма углов больше π, а на гиперболической плоскости сумма меньше π.

## Графическое представление
Треугольник Шварца представляется графически как треугольный граф. Каждая вершина соответствует стороне (зеркалу) треугольника Шварца. Каждое ребро помечено рациональным значением, соответствующим порядку отражения, которое равно π/внешний угол.
| Schwarz triangle (p q r) on sphere | Schwarz triangle graph |

Рёбра с порядком 2 представляют перпендикулярные зеркала, которые в этой диаграмме можно опускать. Диаграмма Коксетера — Дынкина представляет эти треугольные графы без рёбер порядка 2.
Можно использовать группу Коксетера для более простой записи, как (p q r) для циклических графов, (p q 2) = [p,q] для прямоугольных треугольников) и (p 2 2) = [p]×[].

## Список треугольников Шварца

### Треугольники Мёбиуса на сфере
| (2 2 2) или [2,2] | (3 2 2) или [3,2] | ...               |
| (3 3 2) или [3,3] | (4 3 2) или [4,3] | (5 3 2) или [5,3] |
| ----------------- | ----------------- | ----------------- |

Треугольники Шварца с целыми числами, также называемые треугольниками Мёбиуса, включают однопараметрическое семейство и три исключительных случая:
1. [p,2] или (p 2 2) – диэдральная симметрия,
2. [3,3] или (3 3 2) – Тетраэдральная симметрия,
3. [4,3] или (4 3 2) – Октаэдральная симметрия[англ.],
4. [5,3] или (5 3 2) – Икосаэдральная симметрия,

### Треугольники Шварца на сфере, сгруппированные по плотности
Треугольники Шварца (p q r), сгруппированные по плотности:
| Плотность | треугольник Шварца                                 |
| --------- | -------------------------------------------------- |
| 1         | (2 3 3), (2 3 4), (2 3 5), (2 2 n)                 |
| d         | (2 2 n/d)                                          |
| 2         | (3/2 3 3), (3/2 4 4), (3/2 5 5), (5/2 3 3)         |
| 3         | (2 3/2 3), (2 5/2 5)                               |
| 4         | (3 4/3 4), (3 5/3 5)                               |
| 5         | (2 3/2 3/2), (2 3/2 4)                             |
| 6         | (3/2 3/2 3/2), (5/2 5/2 5/2), (3/2 3 5), (5/4 5 5) |
| 7         | (2 3 4/3), (2 3 5/2)                               |
| 8         | (3/2 5/2 5)                                        |
| 9         | (2 5/3 5)                                          |
| 10        | (3 5/3 5/2), (3 5/4 5)                             |
| 11        | (2 3/2 4/3), (2 3/2 5)                             |
| 13        | (2 3 5/3)                                          |
| 14        | (3/2 4/3 4/3), (3/2 5/2 5/2), (3 3 5/4)            |
| 16        | (3 5/4 5/2)                                        |
| 17        | (2 3/2 5/2)                                        |
| 18        | (3/2 3 5/3), (5/3 5/3 5/2)                         |
| 19        | (2 3 5/4)                                          |
| 21        | (2 5/4 5/2)                                        |
| 22        | (3/2 3/2 5/2)                                      |
| 23        | (2 3/2 5/3)                                        |
| 26        | (3/2 5/3 5/3)                                      |
| 27        | (2 5/4 5/3)                                        |
| 29        | (2 3/2 5/4)                                        |
| 32        | (3/2 5/45/3)                                       |
| 34        | (3/2 3/2 5/4)                                      |
| 38        | (3/2 5/4 5/4)                                      |
| 42        | (5/4 5/4 5/4)                                      |

### Треугольники на евклидовой плоскости
| (3 3 3) | (4 4 2) | (6 3 2) |

Плотность 1:
1. (3 3 3) – 60-60-60 (равносторонний)
2. (4 4 2) – 45-45-90[англ.] (равнобедренный прямоугольный)
3. (6 3 2) – 30-60-90[англ.]
4. (2 2 ∞) - 90-90-0 "треугольник"

Плотность 2:
1. (6 6 3/2) - 120-30-30 треугольник

Плотность ∞:
1. (4 4/3 ∞)
2. (3 3/2 ∞)
3. (6 6/5 ∞)

### Треугольники на гиперболической плоскости
| (7 3 2)                                       | (8 3 2) | (5 4 2) |
| (4 3 3)                                       | (4 4 3) | (∞ ∞ ∞) |
| Фундаментальные области треугольников (p q r) |         |         |

Плотность 1:
- (2 3 7), (2 3 8), (2 3 9) ... (2 3 ∞)
- (2 4 5), (2 4 6), (2 4 7) ... (2 4 ∞)
- (2 5 5), (2 5 6), (2 5 7) ... (2 5 ∞)
- (2 6 6), (2 6 7), (2 6 8) ... (2 6 ∞)
- (3 3 4), (3 3 5), (3 3 6) ... (3 3 ∞)
- (3 4 4), (3 4 5), (3 4 6) ... (3 4 ∞)
- (3 5 5), (3 5 6), (3 5 7) ... (3 5 ∞)
- (3 6 6), (3 6 7), (3 6 8) ... (3 6 ∞)

Плотность 2:
- (3/2 7 7), (3/2 8 8), (3/2 9 9) ... (3/2 ∞ ∞)
- (5/2 4 4), (5/2 5 5), (5/2 6 6) ... (5/2 ∞ ∞)
- (7/2 3 3), (7/2 4 4), (7/2 5 5) ... (7/2 ∞ ∞)
- (9/2 3 3), (9/2 4 4), (9/2 5 5) ... (9/2 ∞ ∞)

Плотность 3:
- (2 7/2 7), (2 9/2 9), (2 11/2 11) ...

Плотность 4:
- (7/3 3 7), (8/3 3 8), (3 10/3 10), (3 11/3 11) ...

Плотность 6:
- (7/4 7 7), (9/4 9 9), (11/4 11 11) ...

Плотность 10:
- (3 7/2 7)

Треугольник Шварца (2 3 7) является наименьшим гиперболическим треугольником Шварца и представляет особый интерес. Его группа треугольника (или, более точно, группа фон Дика сохраняющих ориентацию изометрий с индексом 2) является группой треугольников (2,3,7), которая является универсальной группой для всех групп Гурвица — максимальных групп изометрий римановых поверхностей. Все группы Гурвица являются факторгруппами группы треугольников (2,3,7) и все поверхности Гурвица покрываются мозаиками из треугольников Шварца (2,3,7). Наименьшая группа Гурвица — это простая группа порядка 168, вторая наименьшая неабелева простая группа, которая изоморфна PSL(2,7) и ассоциирована с поверхностью Гурвица рода 3, — это квартика Клейна.
Треугольник (2 3 8) замощает поверхность Больца, высокосимметричную (но не являющуюся поверхностью Гурвица) поверхность рода 2.
Треугольники с одним нецелым углом, перечисленные выше, впервые классифицированы Антони В. Кнаппом (англ. Anthony W. Knapp) в статье 1968 года. Список треугольников с несколькими нецелыми углами даны в статье Клименко и Сакума 1998 года.